# 김현준 (1968년)
김현준(金鉉峻, 1968년 ~ )은 대한민국의 전 정무직공무원, 전 공기업인이다. 제23대 국세청장, 제5대 한국토지주택공사 사장을 지냈다.

## 생애
경기도 화성시 출생이다. 1986년 수원수성고등학교, 1990년 서울대학교 경영학과를 졸업하였다.
1991년 행정고시 35회에 합격했다. 서청주세무서 총무과장으로 세무공무원을 시작하였다. 국세심판원, 재정경제부 세제실 등에 파견되어 근무한 바 있으며,  근로 장려 세제(EITC)를 만드는 데 참여한 것으로 알려졌다. 또한 참여 정부와 박근혜 정부 때 공직기관비서관실로 파견되어 공직자 인사검증 업무를 수행하였다.
2019년 5월 28일 서울지방국세청장에서 재직 중 차기 국세청장에 지명되었다. 6월 26일 국회 기획재정위원회 인사청문회에서 적격 의견으로 보고서가 채택되었고, 6월 27일 국세청장에 임명되어, 6월 28일 청장 임기를 시작하였다.

## 학력
- 1986년 수원 수성고등학교 졸업
- 1990년 서울대학교 경영대학 경영학 학사
- 1992년 서울대학교 경영대학원 경영학 석사
- 한국방송통신대학교 법학 학사
- 서울대학교 행정대학원 행정학 석사
- 인디애나 대학교 Law School 법학 석사
- 서울시립대학교 세무전문대학원 세무학 박사

## 경력
- 재단법인 한국가이드스타 이사
- 국민의힘 경기도당 정책개발본부 세정쇄신위원장
- 국민의힘 수원시 갑 당협위원장
- 2023년 10월 : 수원미래연구원 원장
- 2023년 9월 : 국민의힘 입당
- 세무법인 율현 회장
- 2023년 3월 ~: 건국대 행정대학원 공공정책학과 특임교수
- 2022년 10월: 동국대 공공인재융합전공 특임교수
- 2021년 10월 ~ 2023년 4월: 아시아근대5종연맹 회장
- 2021년 8월~ 2022년 12월: 대한근대5종연맹 회장
- 2021년 4월 ~ 2022년 8월: 제5대 한국토지주택공사 사장
- 2020년 11월 ~ 2021년 10월: 서울대학교 행정대학원 객원교수
- 2019년 6월 ~ 2020년 8월: 제23대 국세청장
- 2018년 7월 ~ 2019년 6월: 제46대 서울지방국세청장
- 2017년 7월: 국세청 조사국장
- 2016년 12월: 국세청 기획조정관
- 2015년 12월: 국세청 징세법무국장
- 2014년 12월: 중부지방국세청 조사4국장
- 2014년 1월: 중부지방국세청 조사1국장
- 대통령비서실 민정수석실 파견
- 2012년 4월: 대전지방국세청 조사1국장
- 2010년 6월: 국세청 법무과장, 법규과장
- 국세청 납세자보호과장
- 2008년 4월: 성남세무서장
- 대통령비서실 공직기강비서관실 파견
- 2006년 12월: 남양주세무서 서장
- 재정경제부 근로소득지원세제추진기획단
- 중부지방국세청 조사3국 조사2과장
- 서울지방국세청 국제거래관리국 국제조세1과
- 서울지방국세청 조사2국 1과
- 국세청 기획예산담당관실 서기관
- 국세청 납세자보호과
- 서울지방국세청 조사3국 4과
- 서울지방국세청 재산세과
- 재정경제부 세제실 소비세제과, 재산세제과
- 국세심판소 제3조사관실
- 서청주세무서 총무과장
- 1991년: 행정고시 35회

## 역대 선거 결과
| 실시년도 | 선거   | 대수 | 직책     | 선거구         | 정당     | 득표수   | 득표율          | 순위 | 당락 | 비고 |
| -------- | ------ | ---- | -------- | -------------- | -------- | -------- | --------------- | ---- | ---- | ---- |
| 2024년   | 총선   | 22대 | 국회의원 | 경기 수원시 갑 | 국민의힘 | 57,366표 | \| \| 42.16% \| | 2위  | 낙선 |      |
|          | 42.16% |      |          |                |          |          |                 |      |      |      |

## 같이 보기
- 대한민국의 국세청장
- 대한민국 국세청
- 대한민국 기획재정부

## 참고 문헌
- 김현준 제46대 서울지방국세청장 취임식(보존), 김현준 제46대 서울지방국세청장 이임식(보존) - 서울지방국세청
- 7.1.(월) 제23대 김현준 국세청장 취임식(보존) - 서울지방국세청
- 역대 청장 소개(보존) - 국세청